# Microsoft Virtual WiFi
Microsoft Virtual WiFi是一套由微軟研究院開發的實驗性軟體。它的主要功用是把電腦的無線網卡模擬成多張虛擬的無線網卡，以便用戶能夠同時連接往多個無線網路。Microsoft Virtual WiFi 現時的版本是1.0。
Virtual WiFi所能提供的其中一個好處，是讓用戶在多網路的環境下，能夠在各個無線網路之間自由穿梭，而不用手動轉換連線。另外，用戶亦可同時從多個網路存取資料。
不過，Virtual Wifi 現時仍未支援WEP及802.1X，亦不支援多卡環境。

## 外部連結
- 微軟研究院：Microsoft Virutal WiFi 1.0（連源程序） （页面存档备份，存于） （英文）
- 有關 Virtual WiFi 的常見問題 （页面存档备份，存于）